# Tratado de Rijswijk
O Tratado de Ryswick foi assinado em 20 de setembro de 1697 e pôs fim à Guerra dos Nove Anos, na qual a França combateu a Grande Aliança. O tratado tem este nome por ter sido assinado na cidade holandesa de Ryswick (atual Rijswijk).

## Antecedentes
Todas as guerras foram caras, mas a Guerra dos Nove Anos foi financeiramente incapacitante para os participantes, principalmente porque os exércitos aumentaram em tamanho de uma média de 25 000 em 1648 para mais de 100 000 em 1697. Este nível era insustentável para as economias pré-industriais e os gastos militares neste período absorveram 80% das receitas do governo inglês, com um em cada sete adultos servindo no exército ou na marinha. Os números eram semelhantes ou piores para outros combatentes.

## Termos
Os protagonistas da guerra e do tratado de paz foram Guilherme III de Inglaterra e Luís XIV de França. Pelo acordo, Luís XIV reconheceu Guilherme III como soberano inglês
A base do tratado foi a devolução das cidades e regiões cedidas nos Tratados de Nimegue, assinado em 1678. Com isso, a França recuperou Estrasburgo, mas entregou Friburgo em Brisgóvia, Breisach e Philippsburg para o Sacro Império Romano Germânico. Ainda, os franceses receberam da Espanha a parte ocidental da ilha de Santo Domingo (atual Haiti), Pondicherry e Nova Escócia, enquanto a Espanha recuperou a Catalunha e as fortalezas de Mons, Luxemburgo e Courtrai. A França também teve de desocupar o ducado de Lorena.
A ocupação francesa da ilha de Hispaniola trouxe como consequência direta guerras constantes entre as potências pelo predomínio ou o controle da ilha, que culminariam em sua divisão, pelo Tratado de Aranjuez, em 1777.